# BMO Field
El BMO Field, també conegut com l'Estadi Nacional del Canadà, és l'estadi de futbol de la ciutat de Toronto. Amb una capacitat de 20.500 espectadors és la seu del Toronto FC de la Major League Soccer.
Porta el nom del Banc de Mont-real (BMO) perquè és el patrocinador de l'estadi i el club.
Va ser construït com una de les seus de la Copa Mundial de Futbol Sub-20 de 2007 del Canadà. Aquí es varen jugar 12 partits, inclosa la final. Es va inaugurar el 28 d'abril de 2007 amb el partit Toronto FC - Kansas City Wizards.